# ابینگر
ابینگر (به انگلیسی: Abinger) یک روستا و محله مدنی در بریتانیا است که در Mole Valley واقع شده‌است. ابینگر ۳۰٫۱۷ کیلومتر مربع مساحت و ۱٬۹۰۵ نفر جمعیت دارد.